# 2-Méthylpropanal
Le méthylpropanal est un aldéhyde de formule brute C4H8O. C'est un des isomères du butanal.
Pas de 2- car le méthyl est forcément en 2ème position. 